# Morella cordifolia
Morella cordifolia är en porsväxtart som först beskrevs av Carl von Linné, och fick sitt nu gällande namn av D.J.B. Killick. Morella cordifolia ingår i släktet Morella och familjen porsväxter. Inga underarter finns listade i Catalogue of Life.

## Bildgalleri

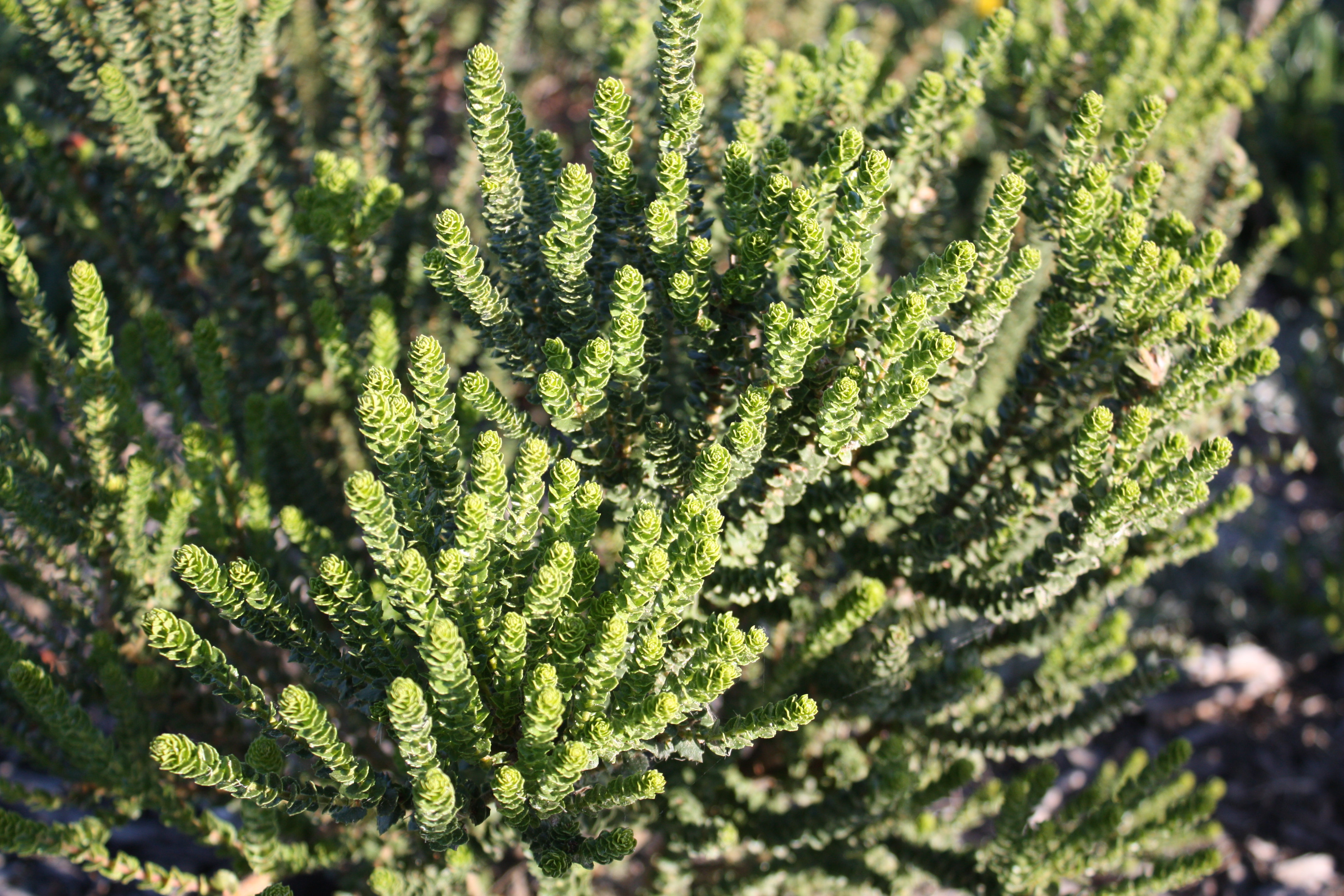
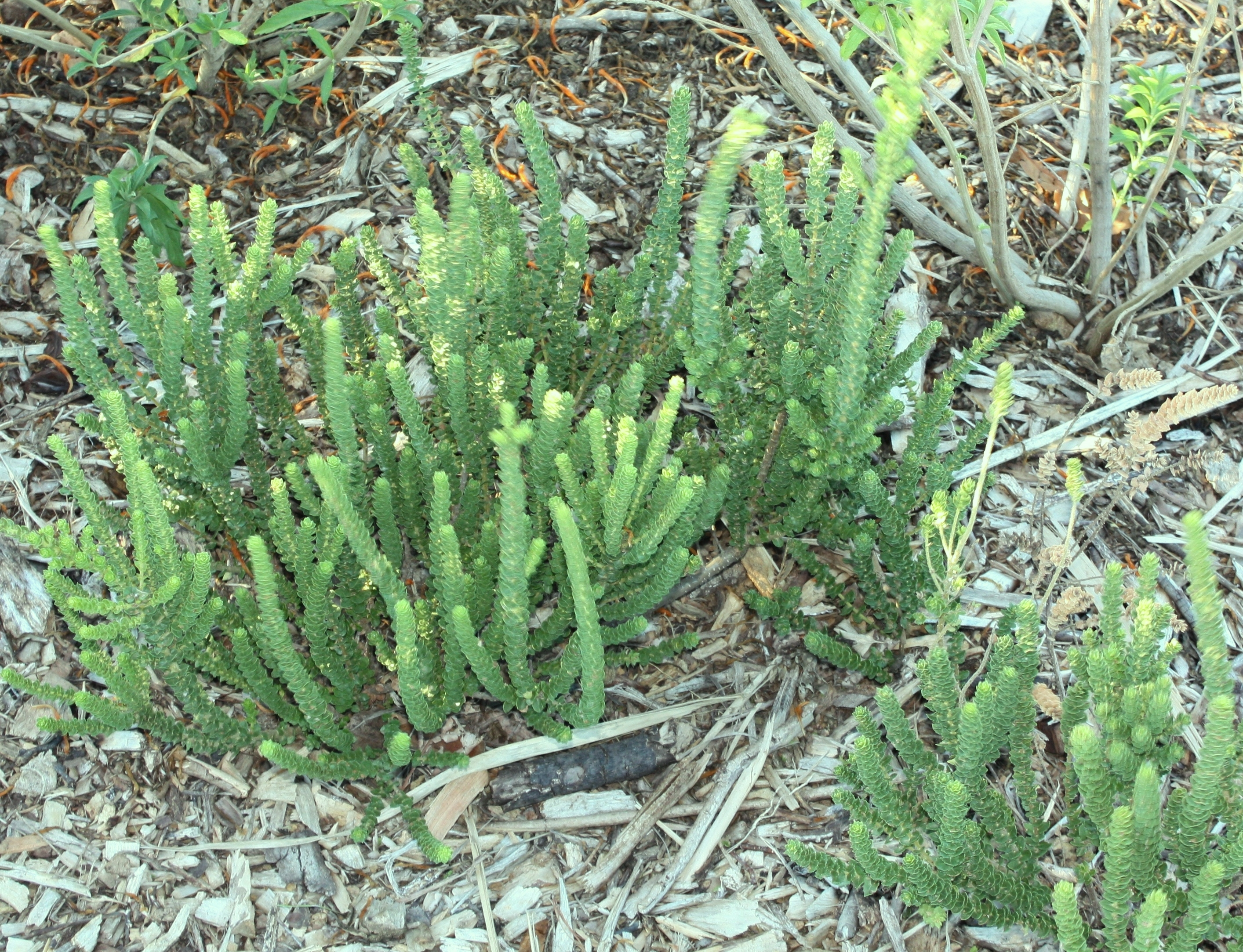
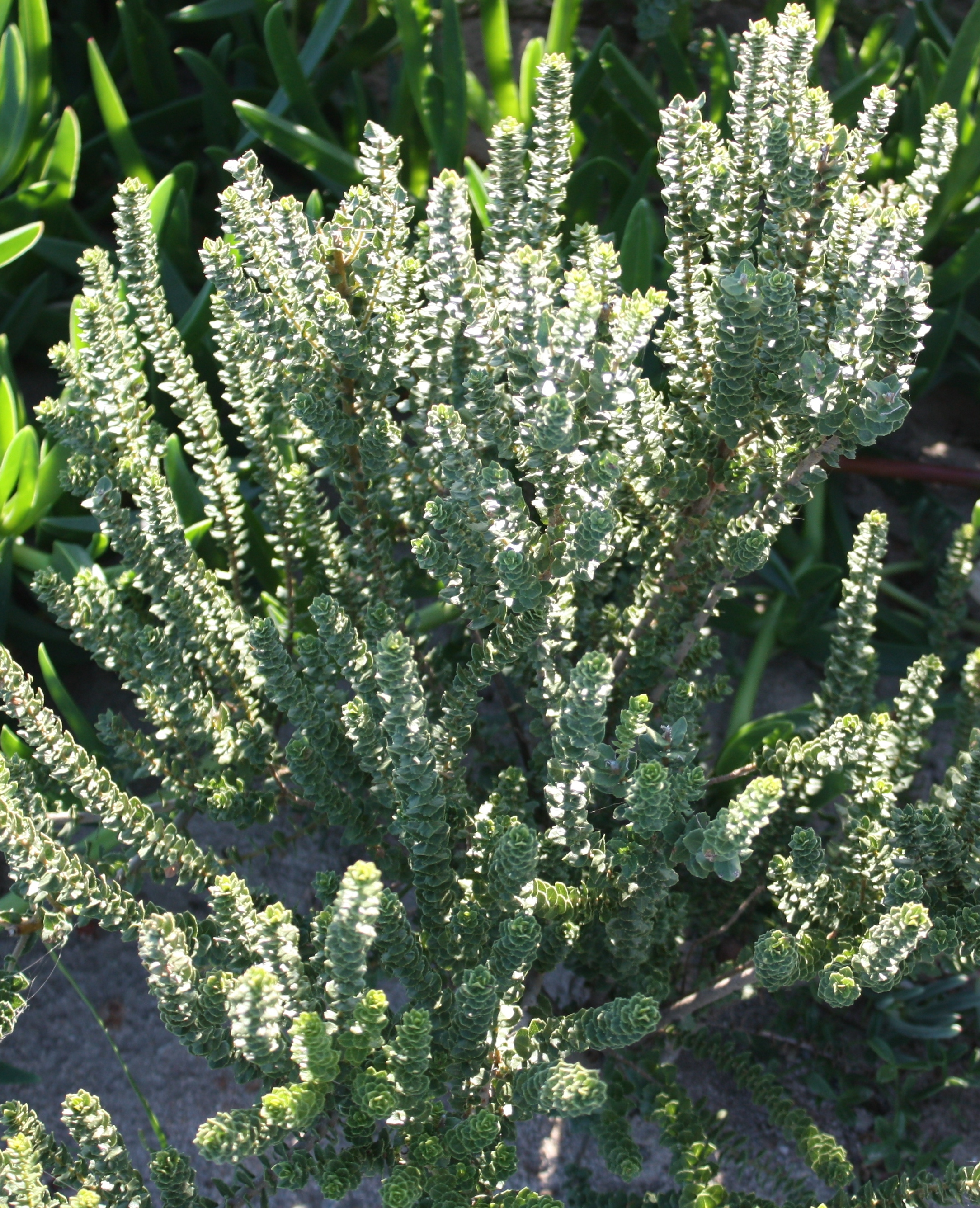
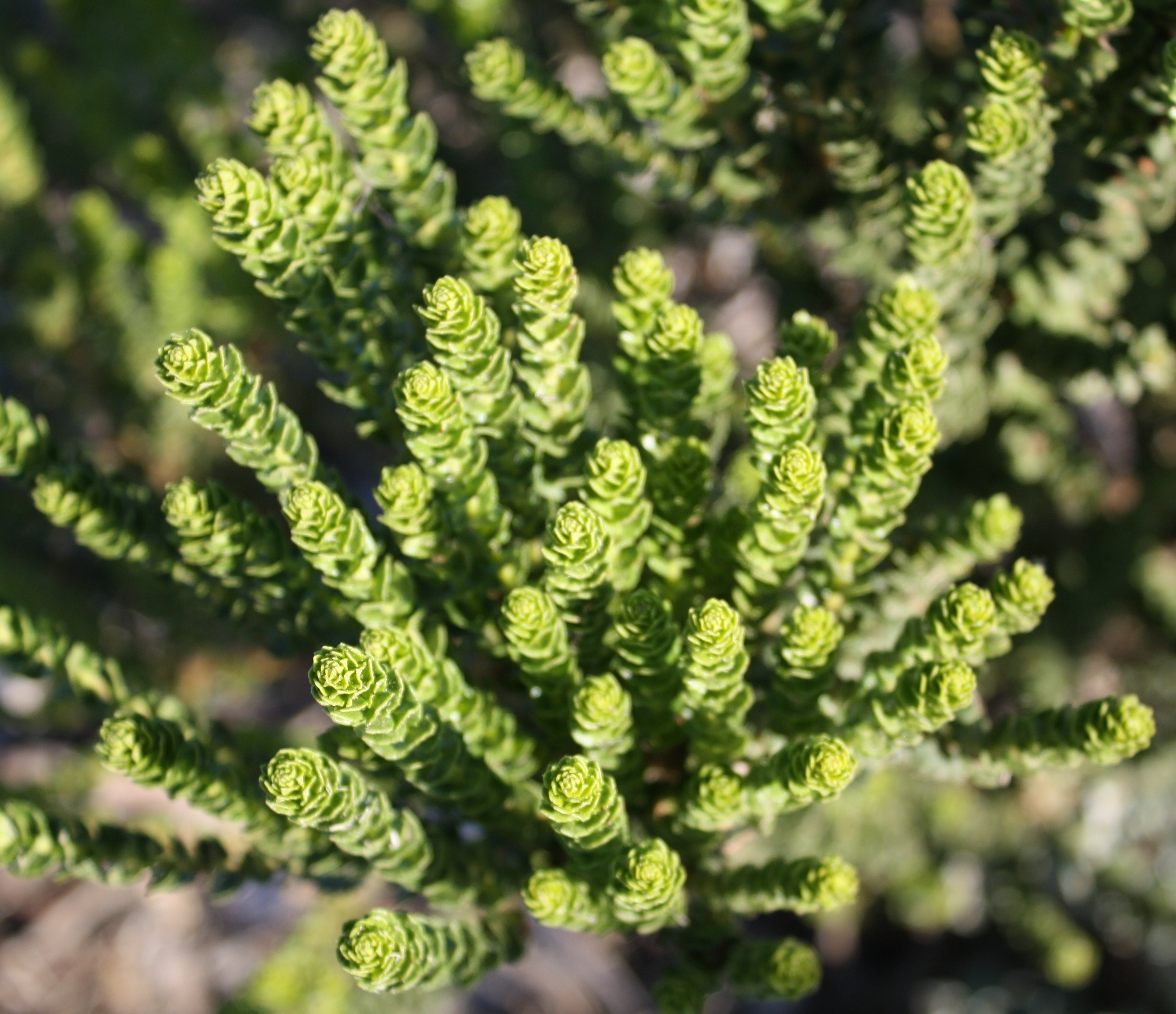
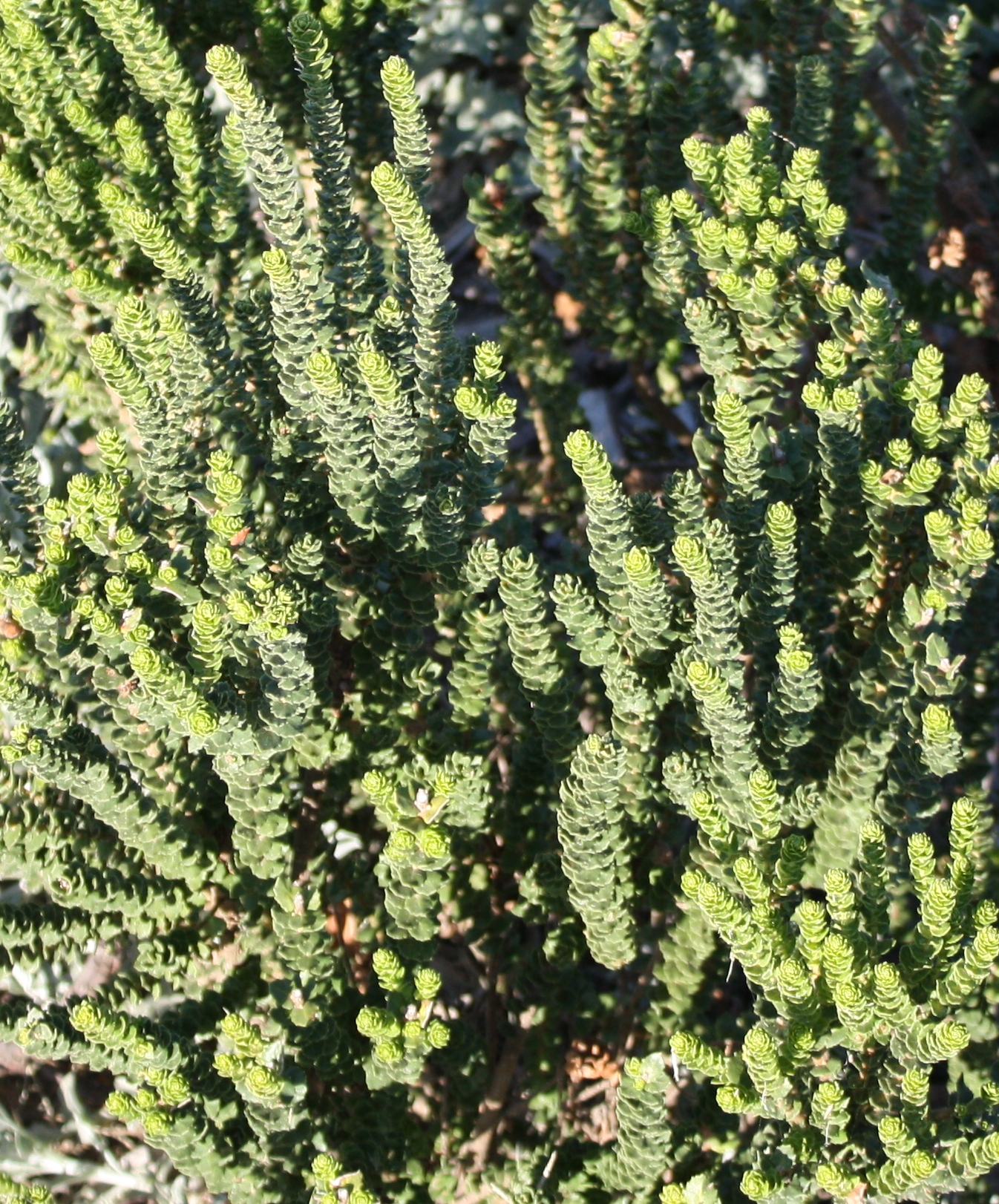